# أندريا غابرييل
أندريا غابرييل (بالإنجليزية: Andrea Gabriel)‏ مواليد 4 يوليو 1978 في لوس أنجلوس، هي ممثلة أمريكية بدأت مسيرتها الفنية عام 1986.

## وصلات خارجية
- الموقع الرسمي
- أندريا غابرييل على موقع IMDb (الإنجليزية)
- أندريا غابرييل على موقع قاعدة بيانات الفيلم (الإنجليزية)